# Modena City Remix
Modena City Remix è una mini raccolta di canzoni dei Modena City Ramblers remixate da diversi artisti da dancefloor.

## Le canzoni
Il mini-CD contiene sei brani: cinque pezzi in versione remix ed un inedito.

### Tracce
1. Una perfecta excusa - London vs Barcelona Remix (remixed by Feel Good Productions feat. MC Daddy e Beto Betoya) - 4:21
2. Maisha - Breakin Bread Mix (remixed by Coleridge) - 4:16
3. Veleno - Rmx (Remixed be Rising Funk feat. Ornella Mancini) - 4:31
4. Butch Cassidy & Sundance Kid (inedito) - 3:51
5. Una perfecta excusa - Soulfinger Rmx (remixed by Soulfingers) - 3:12
6. Newroz - Global Kut Mix (Remixed by Coleridge fet. Marzouk Mejri) - 3:51